# ZIL-158
Der ZIL-158 (russisch ЗИЛ-158) war ein Bus des sowjetischen Herstellers Sawod imeni Lichatschowa, kurz ZIL. Ab 1959 wurde die Produktion in das Likinski Awtobusny Sawod (LiAZ) verlagert. Ab 1961 wurden die Fahrzeuge nur noch unter dem Namen LiAZ-158 ausgeliefert. Mit über 70.000 gebauten Exemplaren war der Bus in der Sowjetunion der 1960er-Jahre sehr weit verbreitet. Er hatte einen vorn eingebauten Ottomotor; es wurde auch eine Version mit Heckmotor gefertigt, die die Bezeichnung ZIL-159 erhielt.

## Geschichtliches

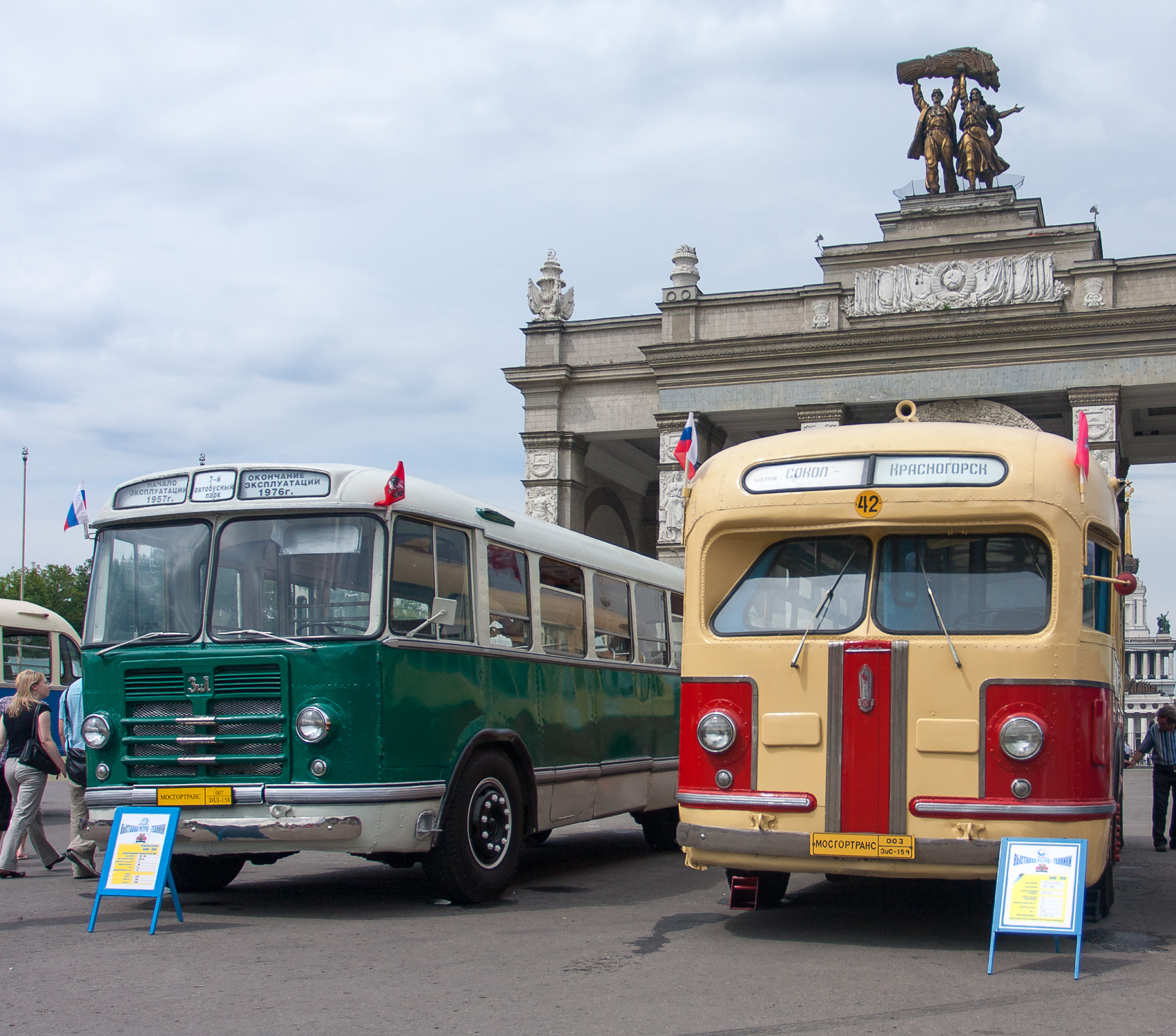
Das gleiche Fahrzeug links neben einem ZIS-154 (2009)

Im Jahr 1957 wurde bei ZIL mit der Herstellung eines Nachfolgers für den inzwischen veralteten Stadtbus ZIS-155 begonnen. Bereits kurz darauf fiel die Entscheidung, die Produktion nach Likino-Duljowo zu LiAZ zu verlagern. Dort begann die Fertigung des Modells – noch immer unter der Bezeichnung ZIL-158 – im Jahr 1959. Die Produktion lief daraufhin parallel in beiden Werken. Die Version ZIL-158W wurde noch bei ZIL entwickelt, jedoch nur noch bei LiAZ unter dem Namen LiAZ-158W gefertigt. 1961 wurde die Produktion bei ZIL eingestellt, mehr als 30 Jahre wurden überhaupt keine Busse mehr in Serie hergestellt. Dies änderte sich erst mit der Einführung des ZIL-3250 in den späten 1990er-Jahren. Bei LiAZ wurde das Fahrzeug noch bis 1970 unter der Bezeichnung LiAZ-158 weiterproduziert, dann vom bereits seit 1967 parallel gebauten Nachfolger LiAZ-677 abgelöst.

## Modellvarianten
- ZIL-158 (Grundmodell, 1957–1961)
- ZIL-158A („Tourist“-Ausführung mit zusätzlichen Fenstern oberhalb der Hauptfenster)*
- ZIL-158B (Version, die ohne zusätzlichen Schaffner betrieben werden konnte)*
- ZIL-158W bzw. LiAZ-158W (verbessertes Modell, jedoch äußerlich nicht zu unterscheiden, ausschließlich bei LiAZ ab 1961 gefertigt, Änderungen an Fahrgestell der und Hinterachse. Der LiAZ-158W wurde auch mit dem V8-Motor ZIL-129 gebaut, der 180 PS leistete.[1])
- LiAZ-158WA („Tourist“-Ausführung der verbesserten Variante, nach 1961)
- LiAZ-158G (verbesserte Variante ohne Schaffner, nach 1961)
- LiAZ-158WE (Variante für den Export)*
- ZIL-159 (Fahrzeug mit Heckmotor)*

(bei mit * markierten Varianten ist das Jahr der Markteinführung unklar)
Des Weiteren gab es einen Busanhänger 2PH-4, mit dem die Fahrzeuge als Züge verkehren konnten.

## Technische Daten

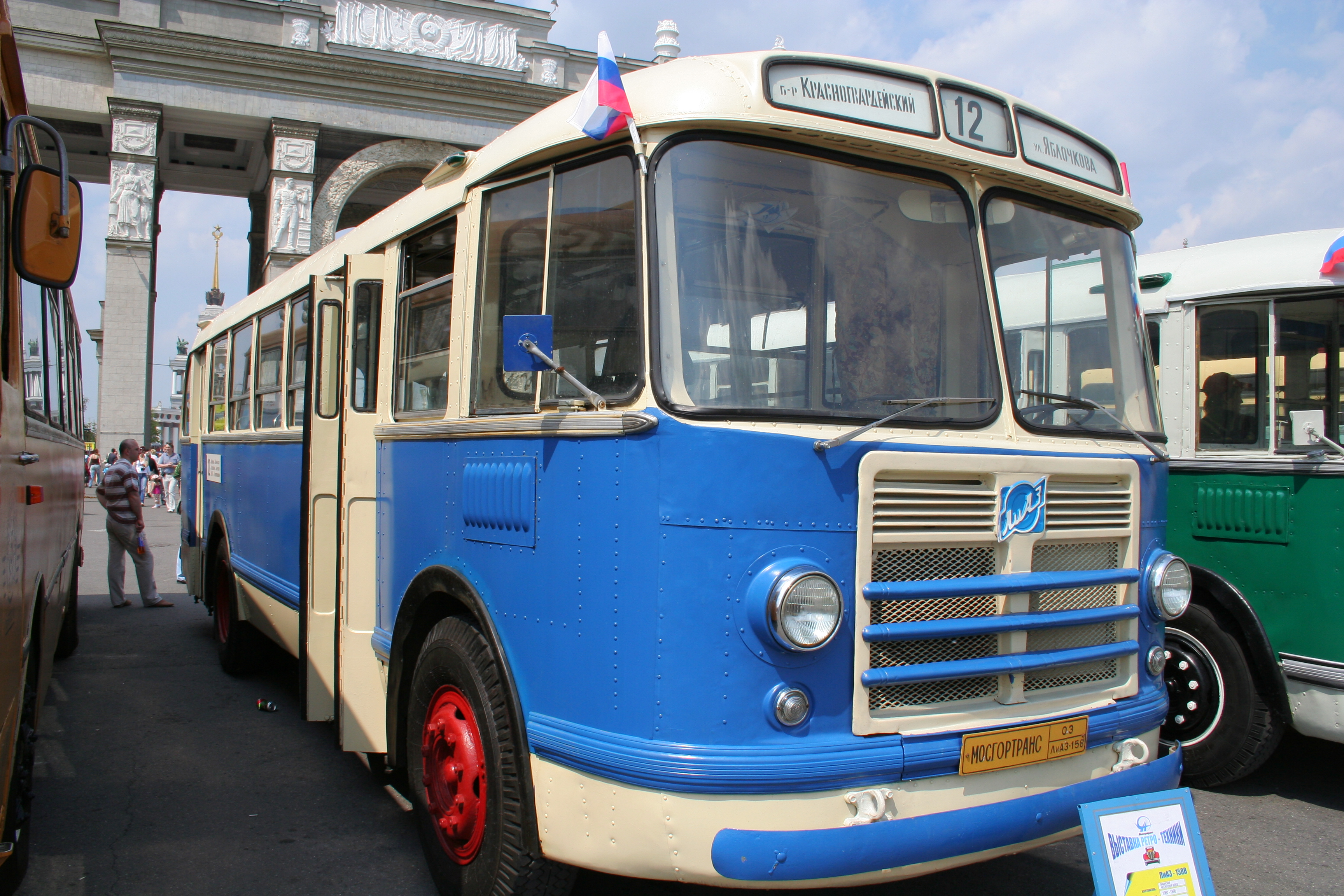
LiAZ-158W (ZIL-158W) von 1965, äußerlich nicht vom ZIL-158 zu unterscheiden

- Stückzahl: 9515 bei ZIL gefertigt, ca. 62.000 bei LiAZ
- Sitzplätze: 32
- Stehplätze: 30
- Passagiere insgesamt: 62
- Bremsen: Trommelbremsen, pneumatisch, an allen 4 Rädern

Antriebsdaten
- Motor: Sechszylinder-Ottomotor ZIL-158W
- Leistung: 81 kW (110 PS)
- Hubraum: 5.555 cm³
- Verdichtung: 6,2:1
- Kraftstoff: Benzin mit mindestens 66 Oktan
- Verbrauch: 37 l/100 km
- Kraftstoffvorrat: 150 l
- Höchstgeschwindigkeit: 65 km/h
- Getriebe: Zunächst 4, ab dem ZIL-158W 5 Gänge, 1. Gang nicht synchronisiert.
- Antriebsformel: (4×2)

Abmessungen und Gewichte
- Länge: 9030 mm
- Breite: 2500 mm
- Höhe: 3000 mm
- Radstand: 4858 mm
- Bodenfreiheit: 290 mm vorne, 360 mm hinten
- Leergewicht: 6500 kg
- zulässiges Gesamtgewicht: 10.980 kg
- Reifendimension: 11.00×20

Der Motor des ZIL-158 war im Grunde schon bei Produktionsbeginn veraltet. Der gleiche 5,6-l-Ottomotor (wenn auch mit weniger Leistung) war schon 1934 beim Lastwagen ZIS-5 verbaut worden.